# 美托洛尔
美托洛爾（INN：metoprolol）又稱美托普洛，旧名美多心安，是一種選擇性的β1-受體阻斷劑，用於治療高血壓、心绞痛，還有一些與心搏过速有關的病徵（室上性心动过速、室性心律失常等）。透過作用於心肌細胞的β1-受體，產生负性變時和负性變力效应，即减慢心率和降低心肌收缩力。此藥物同樣也用在預防心肌梗塞後的心血管疾病以及防止和偏頭痛相關的頭痛症狀。
美托洛爾在美国的商品名为 Lopressor、Toprol-XL，台灣商品名常為"舒壓寧控釋錠"（Betaloc® ZOK）。
美托洛爾的製劑可以持續在數月間以口服給藥的方式使用或是經靜脈注射給予。一般用量為一天兩次。它另有一種長效配方是可以一天使用一次。美托洛爾還可以和氢氯噻嗪（一種利尿劑）一起混合做成單次複方藥使用。
使用後常見的副作用有失眠、倦怠、暈厥以及腸胃不適。若劑量過大可能造成嚴重毒性反應。目前也尚未排除在懷孕期間使用該藥物對於胎兒可能有風險，不過於母乳哺育期間用藥對於嬰兒似乎尚安全。患者間對藥物的代謝速率有差異，可能是由於出現肝臟損傷或是CYP2D6的多樣性所導致。
美托洛爾於1969年製成，於1970年獲得專利，1982年獲准用於醫療用途。它已列入世界卫生组织基本药物标准清单之中，市面上有其通用名药物販售。美托洛爾在2022年是美國最常處方中排名第五的藥物，開立的處方箋有6,500萬張

## 醫療用途

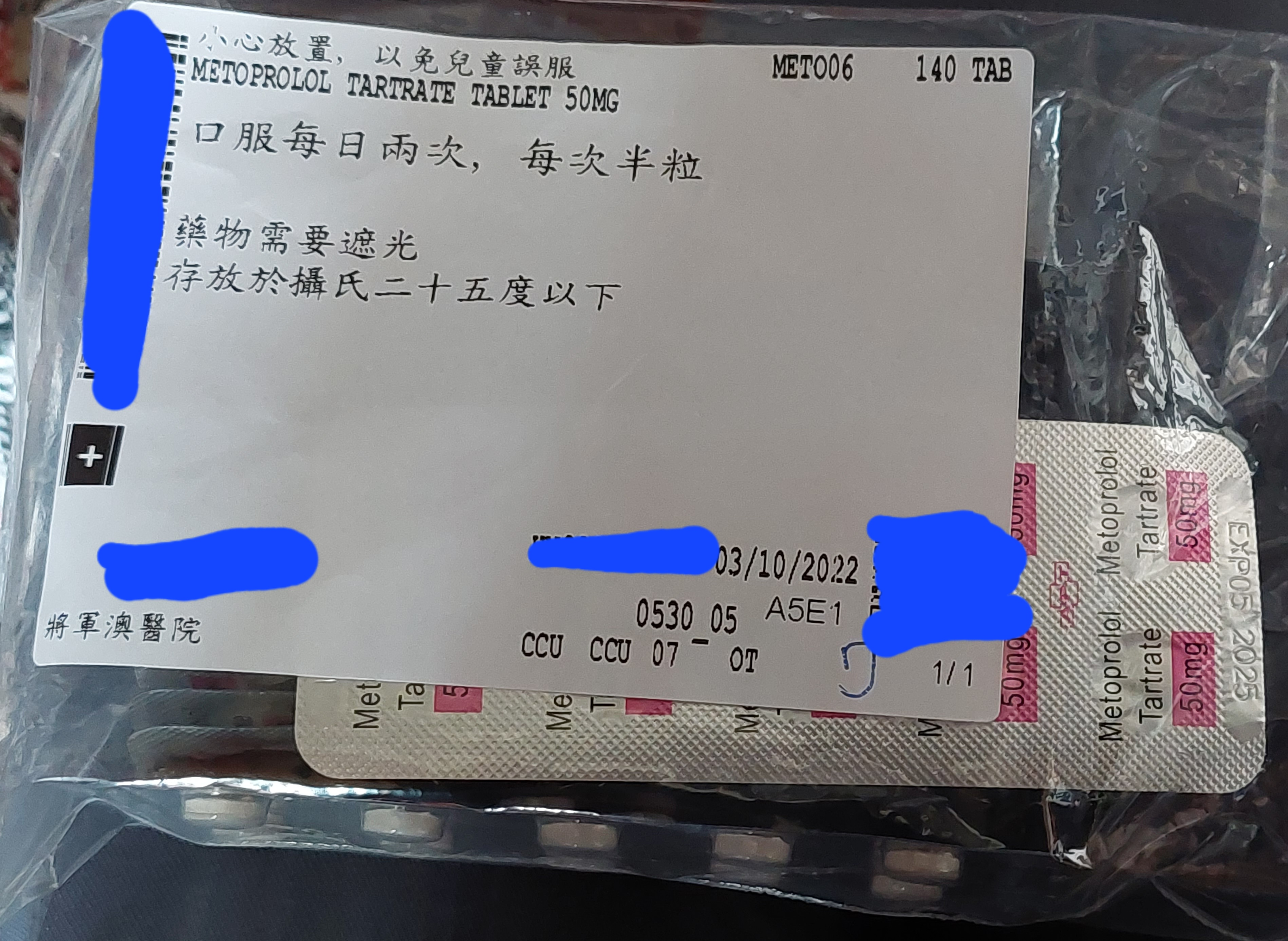
香港醫院在開立美托洛爾處方時，對藥物儲存溫度的提示。

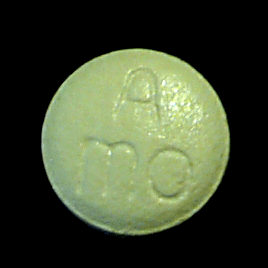
商品名稱為Toprol XL的美托洛爾50毫克片劑。

美托洛爾用於治療多種病症，包括心絞痛、急性心肌梗塞、高血壓、室上性心搏過速、心室性心搏過速、心臟衰竭，以及預防偏頭痛  。它也是治療甲狀腺功能亢進症的輔助用藥 。美托洛爾有口服和靜脈注射兩種劑型可供使用。其不同鹽類形式 - 酒石酸美托洛爾和琥珀酸美托洛爾 - 獲批用於不同病症，且不可互換使用 。
仿單標示外使用可用來治療室上性心搏過速和甲狀腺風暴（一種極其嚴重且危及生命的甲狀腺功能亢進症急症。它並不是一種獨立的疾病，而是甲狀腺功能亢進症在某些誘因下突然惡化，導致身體各系統功能紊亂的極端表現）。

## 副作用
美托洛爾的副作用，特別是在較高劑量時，有頭暈、嗜睡、倦怠、腹瀉、生動夢境、睡眠困難、憂鬱，以及視力問題（如視力模糊或眼睛乾澀）。
β受體阻斷劑（包含美托洛爾）會透過抑制唾腺的直接交感神經支配來減少唾液分泌 。美托洛爾也可能導致手腳冰冷。由於脂溶性β受體阻斷劑（如普萘洛爾和美托洛爾）更易穿透血腦屏障，因此比其他脂溶性較低的β受體阻斷劑更有可能引起睡眠障礙，例如失眠、生動夢境和作惡夢。服用美托洛爾的個體，因其警覺性可能為之下降，在駕駛或操作機械時應格外小心。
美托洛爾也可能影響使用者的血糖水平，並可能掩蓋罹患低血糖的跡象。
美托洛爾在個體於懷孕期間使用，對於胎兒的安全性尚未完全確定。

### 注意事項
美托洛爾能降低因心臟衰竭惡化導致的長期死亡率和住院率。一項統合分析也進一步支持，接受β受體阻斷劑治療的患者，心臟衰竭惡化的發生率會低於使用安慰劑的 。然而在某些情況下，特別是針對症狀較明顯的患者剛開始使用美托洛爾時，有報告指出在治療開始後的頭兩個月，住院率和死亡率的發生率會增加。應監測患者是否有肢體腫脹、倦怠和呼吸急促等症狀 。
考科藍合作組織發表的文獻回顧，在總結中指出儘管美托洛爾能降低心房顫動復發的風險，但尚不清楚其長期益處是否大於潛在風險。
此藥物可能導致血糖水平改變，或掩蓋低血糖的跡象（例如心跳加快、出汗、顫抖、飢餓感、頭暈、虛弱） 。它也可能導致某些人的警覺性降低，而讓他們在駕駛或操作機器時會變得更為危險。

### 懷孕與哺乳
美托洛爾在澳大利亞被歸類為懷孕類別C級，表示無法排除對胎兒造成危害的風險，即可能會對胎兒產生有害影響（但非畸形）。不過，在母乳哺育期間使用，對於嬰兒似乎屬於安全。

## 服藥過量
過量服用美托洛爾可能導致心跳過緩、低血壓、代謝性酸中毒、癲癇發作，以及心臟驟停。在住院患者中，可測量血液或血漿中的藥物濃度，以確認是否為服藥過量或中毒診斷，對於法醫死亡調查也能提供協助。在治療劑量下，血漿濃度通常低於200微克/升，但在服藥過量的受害者體內，濃度可能介於1–20毫克/升之間 。

## 藥理學

### 作用機制
美托洛爾是一種β受體阻斷劑，或稱β腎上腺素受體拮抗劑。它特別是一種β1-腎上腺素受體選擇性拮抗劑 ，並且沒有內在擬交感神經活性。
美托洛爾透過阻斷某些神經傳導物質 - 特別是腎上腺素和正腎上腺素 - 的作用來發揮其藥效。它藉由選擇性地結合並拮抗體內的β1腎上腺素受體來達成此作用。當腎上腺素或正腎上腺素從神經末梢釋放或由腎上腺分泌時，它們會結合主要存在於心臟組織（如心臟本身）的 β1腎上腺素受體。這種結合會激活這些受體，導致各種生理反應，包括心率加快、心肌收縮力增強（正性肌力作用）、心臟電傳導路徑的速度加快，以及腎臟釋放腎素。美托洛爾會與腎上腺素和正腎上腺素競爭這些β1受體上的結合位點。透過佔據這些受體位點卻不激活它們，美托洛爾能阻斷或抑制內源性兒茶酚胺（如腎上腺素或正腎上腺素）對這些受體的激活作用.。
透過在β1受體處的這種選擇性阻斷機制，美托洛爾會產生以下作用：
1. 降低心率：即降低靜息心率（負性變時作用），並減少運動或壓力引起的心率過度升高[45]。
2. 降低心肌收縮力：即降低收縮性（負性變力作用），而減輕每次心跳收縮的強度[45]。
3. 心輸出量減少：美托洛爾能降低心率和心肌細胞（β1受體主要存在於此）的收縮力。使得每分鐘的總血液輸出量 - 即心輸出量 - 降低，而減輕受損心臟的負擔，減少氧氣供需不平衡的狀況[45]。
4. 降低血壓[45]。
5. 抗心律不整作用：例如預防室上性心搏過速。美托洛爾也能阻止電波（心臟中電信號）傳播 [45]。

### 藥物動力學
美托洛爾主要經由腸道吸收，吸收分數為0.95。口服後的全身性生物利用度約為50% 。口服劑量中，不到5%的美托洛爾以原型經尿液排出。大部分則以代謝物的形式，透過膽汁分泌到腸道，經糞便排出體外。
美托洛爾在肝臟中受到廣泛代謝，主要透過多種細胞色素P450（如CYP2D6（主要代謝酶），以及CYP3A4、CYP2B6和CYP2C9）進行 α-羥基化和O-去甲基化。所形成的主要代謝產物是α-羥基美托洛爾和O-去甲基美托洛爾。

## 化學
美托洛爾的實驗分配係數為1.6至2.15（表明美托洛爾是一種中等親脂性的藥物。這使得它能夠適度穿透細胞膜，在體內達到有效的分佈，例如它能穿透血腦屏障）。

### 立體化學
美托洛爾含有立體中心，由兩種對映異構體組成。這是一種外消旋體，即(R)-和(S)-形式的1：1混合物：
| 美托洛爾的對映異構體   | 美托洛爾的對映異構體   |
| ---------------------- | ---------------------- |
| CAS-Nummer: 81024-43-3 | CAS-Nummer: 81024-42-2 |

### 製劑
美托洛爾於1969年合成，並發現其活性。市售美托洛爾製劑中的特定成分是酒石酸美托洛爾或琥珀酸美托洛爾。其中，酒石酸鹽是速效劑型，而琥珀酸鹽則是緩釋劑型 （100毫克酒石酸美托洛爾約等於95毫克琥珀酸美托洛爾）。
酒石酸美托洛爾最初由諾華藥業開發，此劑型於1978年在美國取得醫療用途核准。緩釋鹽類琥珀酸美托洛爾則由Astra Pharmaceuticals藥業開發，並於1992年取得美國專利。

## 社會與文化

### 法律地位
美托洛爾於1978年8月在美國獲准用於醫療用途。

### 經濟學
在2000年代，由藥品批發商和藥局以及最終支付者針對Toprol XL（美托洛爾的緩釋配方）及其通用名藥（琥珀酸美托洛爾）的製造商提起一項訴訟，聲稱前述製造商為增加利潤，而阻擋較低成本的Toprol XL通用名藥物產品上市。遭控的製藥公司有AstraZeneca AB、AstraZeneca LP、AstraZeneca Pharmaceuticals LP和Aktiebolaget Hassle，理由為違反反壟斷法和消費者保護法。這些被告在不承認這些指控的情況下同意支付1,100萬美元的和解金與控訴者達成和解。

### 運動方面
由於β受體阻斷劑（如美托洛爾）能降低心率並減少顫抖，而可能提升射箭等運動的表現。因此世界反運動禁藥機構已將美托洛爾列為某些運動項目中的禁用藥物。

### 環境影響
於2021年，針對12所位於美國加利福尼亚州的污水處理廠採集淤泥樣本作化驗，驗出12種與體外雌激素相關的化合物，美托洛尔是其中一種。

## 延伸閱讀
- Dean L. . Pratt VM, McLeod HL, Rubinstein WS,  et al  (编). . National Center for Biotechnology Information (NCBI). 2017. PMID 28520381. Bookshelf ID: NBK425389.